# Захаржевський Валер'ян Петрович
Валер'я́н Петро́вич Захарже́вський (*13 березня 1887, Кам'янець-Подільський — †15 квітня 1977, Київ) — український письменник. Кандидат медичних наук (1938).

## Біографічні дані
Народився в родині службовця. 1909 року закінчив Кам'янець-Подільську класичну гімназію  і вступив на медичний факультет Київського університету. Служив у царській армії під час Першої світової війни. 1916 року склав іспити за університетський курс.
У 1919—1923 роках — військовий лікар у Червоній армії. Під час Німецько-радянської війни — провідний хірург шпиталів.
Після війни працював у медичних закладах Києва (зокрема, заступником директора з наукової частини інституту ортопедії), читав лекції в медичному інституті, мав звання доцента.
Нагороди: медаль «За бойові заслуги».
Був другом Антона Макаренка.

## Твори
Писав російською мовою.
- Повість «Глиняна дівчина» (альманах «Молодий більшовик», 1940).
- Роман «Білий дім. Сторінки із життя однієї клініки» (1941).
- Роман «У клініці» (1957).
- Збірка повістей і новел «Бачити й не бачити» (1965).
- Збірка повістей і новел «Сторінки з неспаленого щоденника» (1968).
- Повісті про Олександра Пушкіна, Михайла Лермонтова, Тараса Шевченка («Остання втіха Тараса»), Льва Толстого.
- Літературно-критичні статті.

## Наукова діяльність
1938 року Захаржевський розробив новий метод остеосинтеза — плоско-дірчатий «больцунг» для діафізарних переломів .
Автор наукових праць із медицини (ортопедія, травматологія, фізіологія, хірургія).
- Захаржевский В. П. Современное состояние вопроса о регенерации костной ткани // Проблемы травматологии. — Т. IV. — Киев, 1955. — С. 7—14.